# Leichtathletik-Weltmeisterschaften der Behinderten 1994/Teilnehmer (Unabhängige Paralympische Teilnehmer)
| stlisierte Goldmedaille | stlisierte Silbermedaille | stlisierte Bronzemedaille |
| ----------------------- | ------------------------- | ------------------------- |
| —                       | —                         | 1                         |

Als Unabhängige Paralympische Teilnehmer traten bei den Leichtathletik-Weltmeisterschaften der Behinderten 1994 eine Frau und vier Männer unter der Flagge des Internationalen Paralympischen Komitees (IPC) an.

## Ergebnisse

### Frauen
| Athletinnen     | Wettbewerb      | Vorlauf / Vorkampf | Vorlauf / Vorkampf | Halbfinale   | Halbfinale | Finale       | Finale |
| Athletinnen     | Wettbewerb      | Zeit / Weite       | Rang               | Zeit / Weite | Rang       | Zeit / Weite | Rang   |
| --------------- | --------------- | ------------------ | ------------------ | ------------ | ---------- | ------------ | ------ |
| Nada Vuksanovic | Kugelstoßen F11 | –                  | –                  | –            | –          | 10,07 m      |        |
| Nada Vuksanovic | Diskuswurf F11  | –                  | –                  | –            | –          | 30,58 m      | 5      |

### Männer
| Athleten       | Wettbewerb      | Vorlauf / Vorkampf | Vorlauf / Vorkampf | Halbfinale   | Halbfinale | Finale       | Finale |
| Athleten       | Wettbewerb      | Zeit / Weite       | Rang               | Zeit / Weite | Rang       | Zeit / Weite | Rang   |
| -------------- | --------------- | ------------------ | ------------------ | ------------ | ---------- | ------------ | ------ |
| Slobodan Adzic | 400 m T46       | –                  | –                  | 56,35 s      | 3          | 56,33 s      | 6      |
| Slobodan Adzic | 800 m T46       | –                  | –                  | 2:07,66 min  | 3          | 2:07,29 min  | 5      |
| Zoran Panic    | 800 m T46       | –                  | –                  | 2:11,22 min  | 3          | 2:16,99 min  | 8      |
| Zoran Panic    | 1500 m T46      | –                  | –                  | –            | –          | 4:50,66 min  | 7      |
| Zeljko Dereta  | Kugelstoßen F33 | –                  | –                  | –            | –          | 3,13 m       | 12     |
| Miroslav Grbić | Kugelstoßen F42 | –                  | –                  | –            | –          | DNS          | –      |
| Zeljko Dereta  | Diskuswurf F33  | –                  | –                  | –            | –          | DNS          | –      |
| Miroslav Grbić | Speerwurf F42   | –                  | –                  | –            | –          | 30,02 m      | 3      |